# Club Marino de Luanco
Il Club Marino de Luanco è una società calcistica con sede a Luanco, nelle Asturie, in Spagna.
Gioca nella Segunda División RFEF, la quarta serie del campionato spagnolo.

## Storia
Il Club Marino de Luanco fu fondato nel 1931 da un gruppo di giovani di Luanco, tutti pescatori, che erano soliti giocare sulla Playa de La Ribera. Il primo presidente fu D.Federico Viña García.
Il 20 marzo 1933 il Club Marino inaugurò il suo nuovo campo da calcio, il Campo de La Garcivil, con una partita contro il Victoria Los Telares di Avilés.
Dal 1952 gioca le sue partite all'Estadio Municipal de Miramar,un impianto sportivo costruito praticamente su una spiaggia oceanica: l'inaugurazione di questo stadio diede una svolta alla storia della squadra che ottenne la promozione prima alla 1ª Categoria Regional e poi alla Tercera División.
Attualmente la squadra, che ottiene discreti risultati, viene sponsorizzata interamente da una fabbrica ispano-francese, di motoscafi d'altura, collocata appunto presso il comune di Luanco.

## Statistiche

### Partecipazione ai campionati[3]
- 1ª División: 0 stagioni
- 2ª División: 0 stagioni
- 2ª División B: 11 stagioni
- 3ª División: 25 stagioni

## Palmarès

### Competizioni nazionali
- Tercera División: 3

1998-1999, 2000-2001, 2010-2011
- Copa Federación de España: 1

2000-2001

### Altri piazzamenti
- Tercera División:

Secondo posto: 2009-2010, 2018-2019
Terzo posto: 1987-1988, 1995-1996, 1999-2000, 2017-2018